# Cevat Yerli
Cevat Yerli is een Duits-Turks computerspelontwikkelaar. Hij is de oprichter, bestuursvoorzitter en president van Crytek, een van de grootste videospelontwikkelaars in Europa. Yerli is de zoon van Turkse immigranten in Duitsland en hij richtte Crytek op in 1997. Zijn broers Faruk en Avni sloten zich bij Crytek aan in 2000 en 2001. Het bedrijf ontwikkelde spellen zoals Far Cry en Crysis (serie). Yerli is de directeur en uitvoerend producent voor bijna alle spellen van het bedrijf.

## Biografie
Cevat Yerli werd geboren in 1978 in de nabijheid van Giresun in Turkije. De familie verhuisde al snel naar Duitsland. In 1988 kreeg hij zijn eerste computer, een Commodore 64, vervolgd door een Amiga. Samen met zijn oudere broers, Faruk en Avni, besloot hij om op een vroege leeftijd hun eigen computerspellen te ontwikkelen. Een eigen debuut, een Thai-boks simulatie, werd nooit gepubliceerd omdat de Amiga thuiscomputers, waarvoor het spel werd ontwikkeld, nu verouderd was. In 1997 heeft hij in Coburg samen met zijn twee broers, Crytek opgericht, dat in 1999 officieel werd geregistreerd als een bedrijf. Na zijn studie bedrijfskunde wou hij zich volledig gaan richten op zijn bedrijf. In 2004 werd het eerste eigen spel door Crytek, Far Cry, uitgegeven door uitgever Ubisoft. Het spel werd een groot succes, geprezen door de pers voor de uitstekende graphics en voor een volledige prijs werden van het spel meer dan 2,6 miljoen exemplaren verkocht. Door het succes van Far cry kon Crytek zich verder uitbreiden. In 2006 verhuisde Yerli met zijn bedrijf naar Frankfurt am Main. Zijn tweede eigen titel, Crysis en vier jaar later Crysis 2, werd gepubliceerd in 2007. In 2013 verscheen er een Crysis 3. Yerli is nog steeds betrokken bij de ontwikkeling van nieuwe games van het bedrijf Crytek.